# Perené
Perené é um distrito da província de Chanchamayo, localizado do Departamento de Junín, Peru.

## Transporte
O distrito de Perené é servido pela seguinte rodovia:
- PE-5S, que liga o distrito de Chanchamayo à Fronteira Bolívia-Peru (em Puerto Maldonado) - no distrito de Tambopata (Região de Madre de Dios)[2][3][4]